# Седляр, Сергей Емельянович
Сергей Емельянович Седляр (1860—?) — крестьянин, депутат Государственной думы II созыва от Гродненской губернии.

## Биография
По национальности белорус. Крестьянин села Вавуличи Бездежской волости Кобринского уезда  Гродненской губернии, (Ныне- Дрогичинский сельсовет Брестской области).  Учился в начальной  школе и окончил её. Занимался земледелием на участке в 4,5 десятины.
6 февраля 1907 года избран в Государственную думу II созыва от общего состава выборщиков Гродненского губернского избирательного собрания.  В Думе оставался беспартийным.
Дальнейшая судьба и дата смерти неизвестны.

### Архивы
- Российский государственный исторический архив. Фонд 1278. Опись 1 (2-й созыв). Дело 384; Дело.591. Лист 28.